# Université de Lucknow
L'université de Lucknow est une université publique de recherche indienne située à Lucknow, en Uttar Pradesh. Fondée en 1867, l'université de Lucknow est l'un des plus anciens établissements d'enseignement supérieur public en Inde. Le campus principal est situé à Badshah Bagh, dans le quartier de University Road de la ville, avec un deuxième campus à Jankipuram.